# Trees Ruijs
Maria Theresia Ruijs (Maastricht, 29 augustus 1925 - Ubachsberg, 22 augustus 2016) was een Nederlands schrijver en schilder. Ruijs bracht haar jeugd door in voormalig Nederlands-Indië, waaraan een einde kwam door de Japanse bezetting. De ervaringen opgedaan in haar roerige leven verwerkte Ruijs in haar schilderijen en de boeken die ze schreef.

## Levensloop
In 1928 verhuisde Trees met haar familie naar Java, omdat haar vader daar een baan aannam bij een HBS. In 1942 werd Indië bezet door Japan. De familie kwam in verschillende interneringskampen terecht gedurende drie en een half jaar. Trees' vader werd tewerkgesteld aan de Birmaspoorweg. De hele familie overleefde de oorlog en de Bersiap-tijd, maar verloor al haar bezittingen en keerde noodgedwongen terug naar Nederland en kwam in Delft terecht.
In 1946 begon Ruijs aan een vijfjarige studie schilderen aan de Koninklijke Academie te Den Haag die zij helemaal doorliep. Hier ontmoette zij medestudent Jan Vonk, met wie zij in 1955 trouwde en met wie ze zes kinderen kreeg. Jan nam een baan aan als grafisch vormgever bij de toenmalige Staatsmijnen (het latere DSM), waardoor het nog jonge gezin naar Limburg verhuisde. Hier zouden zij hun verder leven wonen.
Door de zorg voor haar kinderen werd Ruijs' ontwikkeling in de kunst een periode uitgesteld. Zo gauw ze meer armslag kreeg begon ze weer te werken. Allereerst maakte zij een aantal wandkleden, later stapte ze over op het schilderen van doeken in acryl/olieverf, monotypes en glas-in-lood. Ruijs werkte tot op hoge leeftijd aan grote schilderijen, maar toen haar ogen achteruit gingen, besloot zij over te stappen op schrijven.

## Werk
Het werk van Ruijs wordt gekenmerkt door thema's die een neerslag zijn van haar eigen ervaringen, gevoelens en gedachten. Al wat haar overkwam in haar leven, gaf zij gestalte in haar werk. Zo is moederschap een weerkerend onderwerp. Wat een mens zoal tegen kan komen in zijn leven komt in Ruijs haar werk aan bod. Tevens zijn veel schilderijen een reflectie op maatschappelijke toestanden.
Ongeacht thema of voorstelling, de invloed van haar Indische achtergrond is duidelijk zichtbaar in haar beeldtaal. Ruijs' schilderijen zijn veelal verhalend, er komen allerlei symbolen in voor. Haar katholieke opvoeding levert Bijbelse voorstellingen en symbolen die gemengd met oosterse cultuur, haar vormgeving tot een eigenzinnige mix maakt.
Bijzonder is dat Ruijs veertig jaar na de oorlog een serie van 23 werken maakte, Terugblik op de "Jappentijd", als professioneel kunstenaar met een verwerkt eigen verleden, die de gehele periode van de bezetting tot en met de ontvangst van Japanse keizer Hirohito door koningin Juliana verslaat. De eerste expositie van de serie werd geopend door historicus Loe de Jong die erover zei, dat het een belangwekkend historisch beeldend document vertegenwoordigde, gelijkwaardig aan het werk van een historicus. De serie werd vlak voor Trees' dood aan het Museon geschonken. Ruijs zei hierover: "Mijn werk is thuisgekomen".
Het boek Het uitgeleende kind dat ze later schreef geeft ook een beschrijving van de beproevingen die een kind doorstaat tijdens de Japanse bezetting als Buitenkamper, eveneens een historisch gegeven.

## Het Trees Ruijs Huijs

Het Trees Ruijs Huijs

Op 22 augustus 2016 overleed Trees Ruijs. De nabestaanden hebben de stichting Trees Ruijs Huijs opgericht die tot doel heeft het werk van Ruijs openbaar te maken voor het publiek, in haar voormalige woning: Kerkstraat 39 te Ubachsberg. Dit is een project in wording. Het Trees Ruijs Huijs is als museum erkend en opgenomen in De federatie van Musea in Limburg.

## Publicaties
- 2015 - Terugblik op de "Jappentijd"
- 2013 - Het uitgeleende kind